# Coppa del mondo di BMX 2004
La Coppa del mondo di BMX 2004, seconda edizione della competizione, si svolse in gara unica il 25 settembre ed il 26 settembre 2004.

## Uomini

### Risultati
| # | Data            | Evento           | Vincitore     | Leader della Cl. mondiale |
| - | --------------- | ---------------- | ------------- | ------------------------- |
| 1 | 25-26 settembre | Stallion Springs | Derek Betcher | Derek Betcher             |

### Classifica generale
| Pos. | Corridore          | Punti |
| ---- | ------------------ | ----- |
| 1    | Derek Betcher      | ?     |
| 2    | Mike Day           | ?     |
| 3    | Michal Prokop      | ?     |
| 4    | Randy Stumpfhauser | ?     |
| 5    | Robert de Wilde    | ?     |
| 6    | John Purse         | ?     |
| 7    | Jonathan Suarez    | ?     |
| 8    | Steve Veltman      | ?     |